# Lorenz Petersen (Maler)

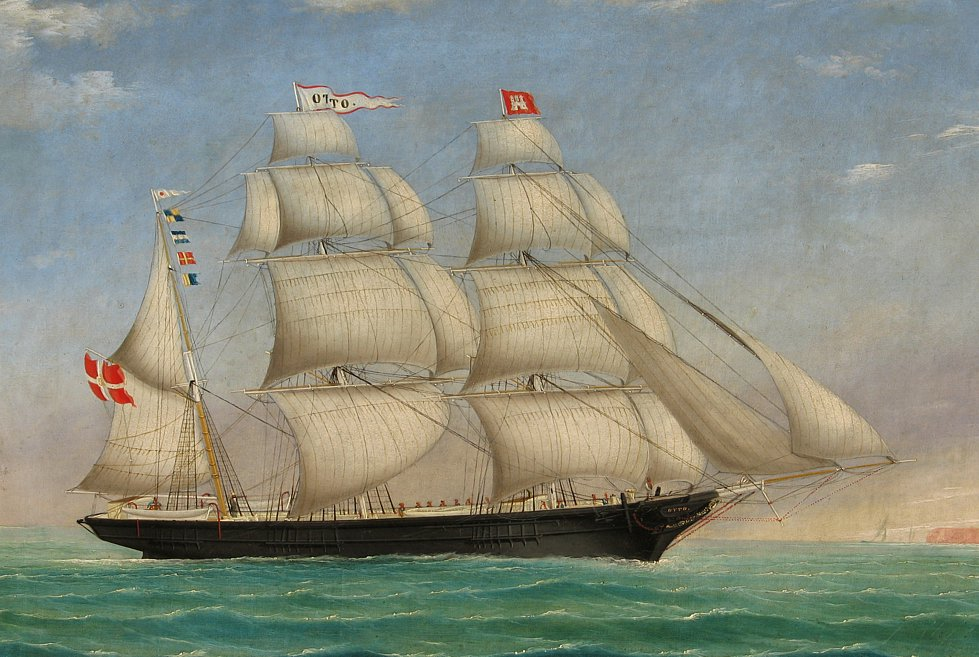
Dänisches Segelschiff

Lorenz Petersen (* 12. September 1803 in Flensburg; † 2. Mai 1870 in Altona) war ein deutscher Marinemaler.
Lorenz Petersen wurde als Sohn eines Seemannes geboren. Ab 1830 war er als Malermeister in Altona tätig. Er betrieb auch ein Malereigeschäft, das u. a. Flaggen und Schilder lieferte. Als Kunstmaler war er Autodidakt. Zu seinen Kunden gehörten meistens Kapitäne und Besitzer von Schiffen.
Bis 1858 malte Petersen seine Marinebilder allein, von 1858 bis 1869 mit seinem Halbbruder Peter Christian Holm (1823–1888) und signierte sie damals mit „L. Petersen u. P. Holm“. Möglicherweise wurde Peter Christian Holm nur als Mitinhaber der Firma erwähnt.
Sein Sohn Heinrich Andreas Sophus Petersen (1834–1916) wurde ebenfalls als Marinemaler tätig und war international bekannt. Nach dem Tode seines Vaters 1870 arbeitete auch er mit Peter Christian Holm zusammen. 